# 49 (số)
49 (bốn mươi chín) là một số tự nhiên ngay sau 48 và ngay trước 50.